# Elwood Engel
Elwood P. Engel (* 1917 in Newark, New Jersey; † 24. Juni 1986) war Chefdesigner der Chrysler Corporation von 1961 bis 1974. 

## Leben
Engel absolvierte ein Studium an der New Yorker Kunsthochschule Pratt Institute, das er 1938 abschloss. Um 1940 begann er als Produktdesigner zu arbeiten, so gestaltete er unter anderem Schuhe, Haushaltsgeräte und landwirtschaftliche Maschinen. Er besuchte die General Motors Automotive Design School und war kurzzeitig für General Motors tätig, verließ 1942 im Zuge des Zweiten Weltkrieges jedoch das Unternehmen wieder und diente als Kartograph bei der Army. 1955 trat er eine Stelle als Automobildesigner bei der Ford Motor Company an. Zu seinen größten Erfolgen bei Ford gehörte das Design des 1961er Lincoln Continental.
1961 wurde Engel Chefdesigner bei Chrysler Corporation. Er war Nachfolger von Virgil Exner. In dieser Funktion verantwortete Engel unter anderem das Design des Chrysler Turbine Car (1963), Plymouth Fury, Dodge Dart, Dodge Chargers (1968–1970) und Dodge Challengers (1970–1972). Engel steht für eine Ära im Chrysler-Konzern, in der Heckflossen verschwanden und einem funktionaleren Design Platz machten. In diese Zeit fiel u. a. das Aufblühen von sportlichen amerikanischen Fahrzeugen, wie sie als Muscle-Cars und Pony-Cars bekannt wurden und bis heute existieren. In dieser Zeit entwickelte Engel auch das sogenannte Fuselage Styling für Chryslers Full-Size Modelle.
1972 verließ Engel die Chrysler Corporation und war danach als unabhängiger Designberater tätig. Er starb am 24. Juni 1986 an Krebs.